# Samsu-iluna
Šamšu-iluna (en acadio: 𒊓𒄠𒋢𒄿𒇻𒈾; también: Samsu Iluna, Samsuiluna, Shamshu Iluna, Samsu-iluna), era el rey de Babilonia, que reinó a partir de 1749 a. C. a 1712 a. C. Era hijo de Hammurabi. Durante el reinado de Samsu-Iluna, el imperio babilónico perdió muchas provincias. Luchó contra el rey Rin-Sim II de Larsa. La mayor parte de la lucha ocurrió en el Elam y la frontera de Sumer antes de que Rim Sim II fuera capturado y ejecutado. Durante la guerra también destruyó parcialmente la ciudad de Ur y de Uruk. 
Un personaje llamado Iluma-ilum (del País del Mar, en la costa del golfo Pérsico), fingiendo ser un descendiente de Damiq-ilishu (el rey anterior de Isin), levantó la rebelión contra Samsu-iluna en Sumer. Iluma-ilum ganó la libertad de sur de Sumer de Nippur. Kutir-Naḫḫunte I, rey de Elam, también atacó a Samsu-Iluna, derrotándole y Elam ganó de nuevo independencia de Babilonia.
En el 1741 a. C., durante la época de Samsu Iluna, los casitas invadieron por primera vez el imperio de Babilonia. Se supone que debe haber sido bajo el mando del líder casita Gandaš, al que los casitas recordarían más adelante como conquistador de Babilonia, aunque no existe ninguna evidencia textual contemporánea referente a que los casitas estuvieran al mando del tal Gandaš.
| Predecesor: Hammurabi | rey de Babilonia Imperio paleobabilónico 1750-1712 a. C. | Sucesor: Abī-Ešuḫ |